# (200279) 1999 XC237
(200279) 1999 XC237 es un asteroide perteneciente al cinturón de asteroides descubierto el 5 de diciembre de 1999 por el equipo del Spacewatch desde el Observatorio Nacional de Kitt Peak, Arizona, Estados Unidos.

## Designación y nombre
Designado provisionalmente como 1999 XC237.

## Características orbitales
1999 XC237 está situado a una distancia media del Sol de 2,703 ua, pudiendo alejarse hasta 2,804 ua y acercarse hasta 2,602 ua. Su excentricidad es 0,037 y la inclinación orbital 3,998 grados. Emplea 1623,65 días en completar una órbita alrededor del Sol.

## Características físicas
La magnitud absoluta de 1999 XC237 es 16,2. Tiene 3,094 km de diámetro y su albedo se estima en 0,056. 